# Chicago XI
Chicago XI es el noveno álbum de estudio de la banda de rock estadounidense Chicago, publicado en 1977.  Es el último álbum de estudio de Chicago en el que participó el guitarrista original Terry Kath antes de su fallecimiento y el último trabajo de la banda producido por James William Guercio.

## Lista de canciones

### Lado A
1. "Mississippi Delta City Blues"	- 4:40
2. "Baby, What a Big Surprise" - 3:05
3. "Till the End of Time" - 4:50
4. "Policeman" - 4:03
5. "Take Me Back to Chicago" - 5:20

### Lado B
1. "Vote for Me" - 3:50
2. "Takin' It on Uptown" - 4:46
3. "This Time" - 4:45
4. "The Inner Struggles of a Man"	- 2:45
5. "Prelude (Little One)" - 0:53
6. "Little One" - 5:41

## Créditos
- Peter Cetera – bajo, voz
- Terry Kath – guitarras, voz
- Robert Lamm – teclados, coros
- Lee Loughnane – trompeta, coros
- James Pankow – trombón, arreglos de bajo
- Walter Parazaider – saxofón, flauta
- Danny Seraphine – batería, percusión
- Laudir de Oliveira - percusión